# Journée du courage et de l'armée bulgare
La Journée du courage et une fête de l'armée bulgare est un jour férié en Bulgarie — une fête professionnelle des militaires et une fête de l'ordre militaire (Ordre de la Bravoure), qui est traditionnellement célébrée chaque année le jour de la Saint Georges — Le 6 mai,.

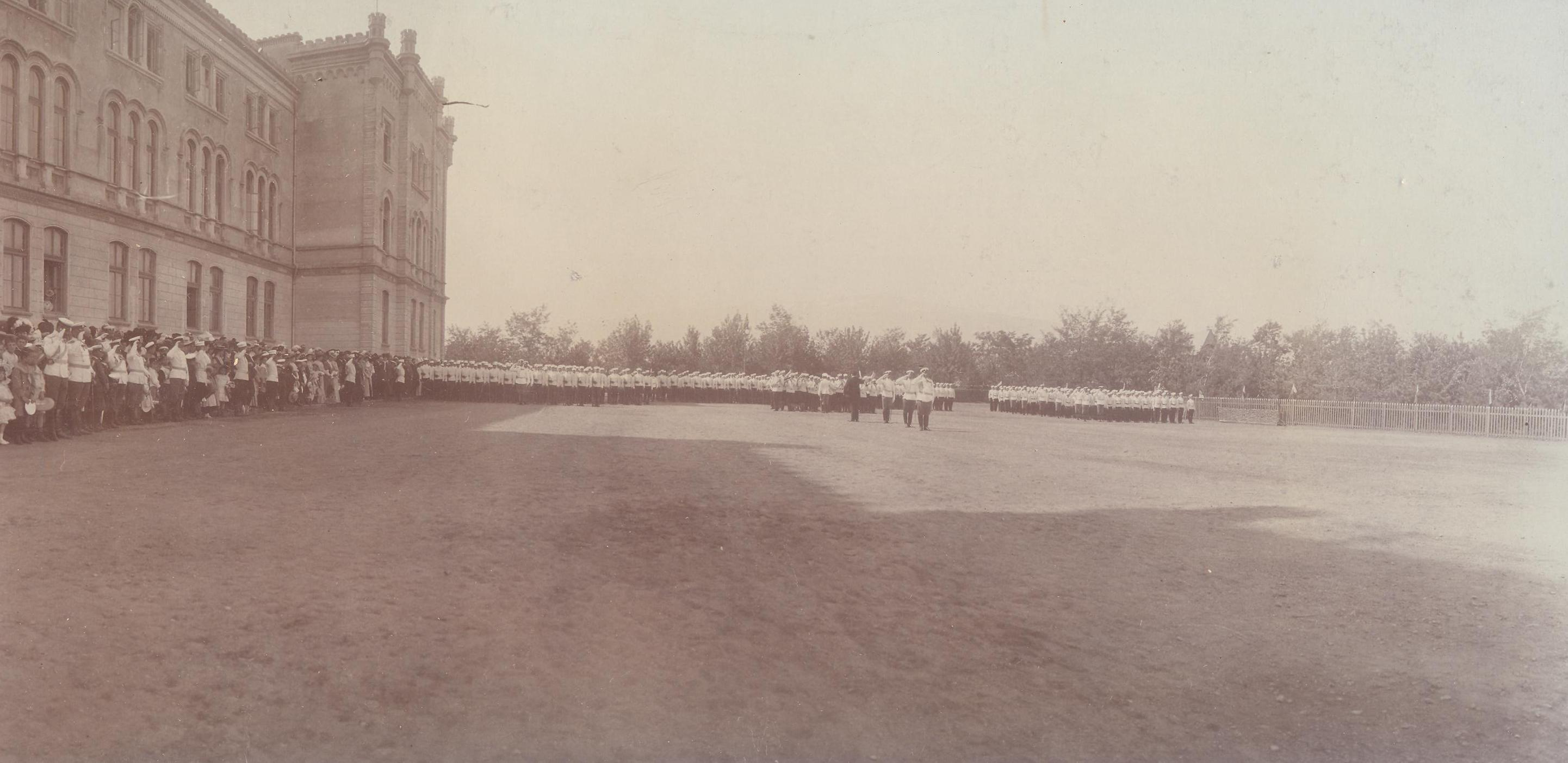
Défilé en 1923 devant l'académie militaire Georgi Rakovski.

Traditionnellement, la journée est célébrée comme telle immédiatement après la libération de la Bulgarie — en 1880 et est un jour férié depuis 1931.

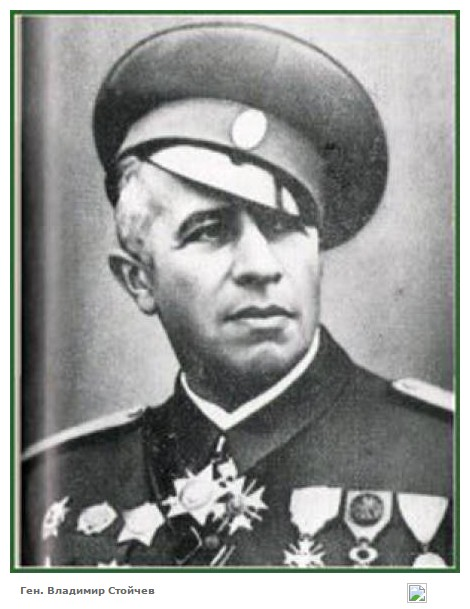
Le seul général non soviétique à participer au Défilé du Jour de la Victoire 1945 est Vladimir Stoytchev.

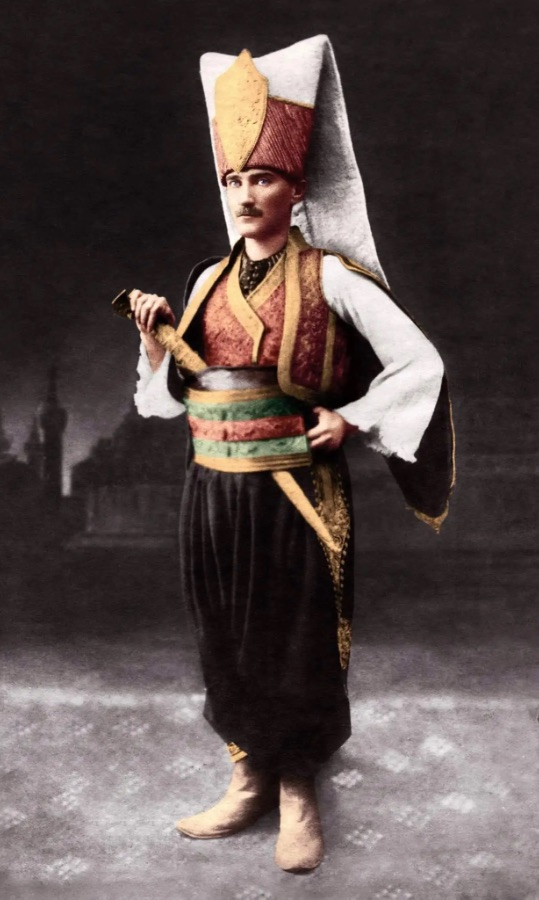
Mustafa Kemal Atatürk à Sofia (attaché militaire de l'Empire ottoman au Tsarat de Bulgarie) comme une yamak et un an avant la Bataille des Dardanelles.

Le premier drapeau bulgare à l'effigie de Georges de Lydda appartenait aux volontaires bulgares qui ont combattu aux côtés de l'armée russe pendant la guerre de Crimée et il est aujourd'hui conservé au Musée national d'histoire militaire de Sofia. Le drapeau de Samara participe toujours au traditionnel défilé militaire de la fête.
Dès le XVIIe siècle, l'image du saint de Cappadoce est apparue dans de nombreux pays européens sur les drapeaux de bataille et les récompenses militaires pour bravoure.